# Sukhoj Su-11
Sukhoj Su-11 (russisk: Сухой Су-11, tr. Sukhoj Su-11, NATO rapporteringsnavn Fishpot-C) er et tidligere jagerfly fra Sovjetunionen udviklet af designbureauet Sukhoj. Flyet var i aktiv tjeneste fra midten af 1960'erne til begyndelsen af 1980'erne. Su-11 var en videreudvikling af Sukhoj Su-9.

## Design og udvikling
Su-11 var en opgraderet og kraftigere version af jagerflyet Sukhoj Su-9 ('Fishpot'), der var udviklet parallelt med jagerbomberen Su-7. Efter at Su-9 var indtrådt i tjeneste i Sovjetunionens luftforsvar var der konstateret en række problemer med flyet. Luftforsvaret ønskede en kraftigere og mere stabil udgave af flyet, særlig en opgradering af flyets motor, der havde været årsag til flere havarier. På grundlag heraf påbegyndte Sukhoj udviklingen af en modificeret udgave af Su-9, der fløj første gang i 1961 som prototypen T-47 under den årlige flyopvisning ved Tusjino flyveplads.
T-47 (og senere Su-11) delte Su-9's deltavingedesign, højderor, cigarformede skrog og luftindtag i næsen. Næsen var dog forlænget for at give plads til den forbedrede 'Orjol'-radar (NATO-rapporteringsnavn Skip Spin). Flyet blev udstyret med den mere kraftige Ljulka AL-7F-1 turbojet, der dels kompenserede for den forøgede vægt, men også gav forbedret ydeevne med 9,8 kN, hvilket forbedrede Su-9'erens i forvejen imponerende stigningshastighed, ligesom flyet opnåede bedre egenskaber ved flyvning i stor højde. Su-11 kan skelnes fra Su-9 bl.a. på de ydre brændstofrør over skroget bag cockpittet.
Su-9's ineffektive fjernstyrede K-5-missiler blev udskiftet med våbensystemet R-98 (AA-3 'Anab'), der oftest bestod af en R-98MR semi-aktive radar styring og en R-98MT infrarødstyret enhed. Som de fleste jagerfly på daværende tid var Su-11 ikke udstyret med en maskinkanon.
Su-11 blev bygget i en række versioner. Den endelige version var Su-11-8M, der blev produceret fra  1962 til 1965, hvorefter flyet blev taget ud af produktion. Der blev produceret blot 108 eksemplarer af flyet, herunder nogle ombyggede Su-9'ere.
Såvel Su-9 som Su-11 var avancerede fly med avancerede motorer, der krævede vedligeholdelse og ikke mindst pilotens opmærksomhed. Ligesom Su-9 var også Su-11 plaget af en række havarier og ulykker. Sovjetunionens luftvåben var i begyndelsen af 1960'erne blevet tiltagende skeptiske overfor designet med kun en enkelt motor. Under en af de første flyvninger med en serieproduceret Su-11, den 31. oktober 1962, satte flyets motor ud, og flyet styrtede ned. De sovjetiske myndigheder foretrak konkurrenten Jakovlevs to-motorers jager Jakovlev Jak-28P, og Sukhoj koncentrerede sig sideløbende om at udvikle en ny to-motorers jager, Su-15, der ligeledes blev designet med deltavinge. 
Der skete dog en række forbedringer af Su-11's design og udstyr, og en række af problemerne blev løst. De sovjetiske myndigheder havde dog ikke stor tiltro til flyet og allerede i 1965 ophørte produktionen. 
Der blev også fremstillet et to-sæders skolefly, Su-11U ('Maiden'), der blev benyttet til træning. Som Su-9U havde den fuld bevæbning og radarkapacitet, men det ekstra sæde reducerede den i forvejen beskedne tankkapacitet (og dermed rækkevidde), og flyet blev ikke tiltænkt nogen rolle som aktivt kampfly. 

## Operativ historie
Selv med den forbedrede radar var Su-11 helt afhængig af radar på landjorden for at kunne opspore indtrængende fly. Når jordradaren havde opfanget fremmede fly, blev Su-11 ledt mod målet. Su-11’s radar kunne heller ikke se lavtflyvende fly pga. radarekkoer fra jorden, og var derfor uegnet til at opspore indtrængende fly i lav højde, en strategi, som USA udviklede i midten af 60'erne. Såvel de sovjetiske myndigheder som Sukhoj anså Su-11 for et fejlskud, der var den nyudviklede Su-15 underlegen på en lang række parametre. Ikke desto mindre fortsatte Su-11 i tjeneste ved det sovjetiske luftvåben helt frem til begyndelsen af 1980'erne. De sidste Su-11'ere blev trukket ud af tjenesten i 1983. 
Su-11 blev ikke eksporteret af Sovjetunionen, ej heller til lande i Warszawapagten.
Der foreligger ikke væsentlige oplysninger om kamphandlinger, hvori Su-11 har deltaget. 

## Brugere
- Sovjetunionens luftforsvar (PVO)

## Lignende fly
- Lockheed F-104 Starfighter
- Mikojan-Gurevitj MiG-21

## Eksterne links
- Wikimedia Commons har flere filer relateret til Sukhoj Su-11
- SU-11 Military Factory
- Su-9/11 FISHPOT Global Security